# SS Great Eastern
Az SS Great Eastern egy óceánjáró volt, amelyet 1858-ban bocsátottak vízre Nagy-Britanniában. Korának legnagyobb hajója volt, hozzá mérhető vízi járművet évtizedekig nem építettek sehol.

## Tervezése

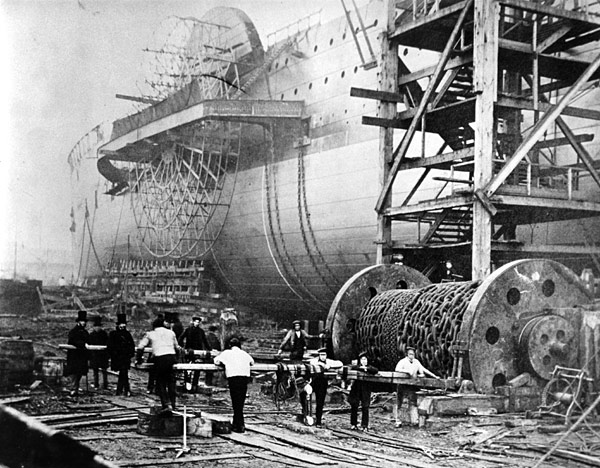
A hajó kevéssel a vízre bocsátás előtt, 1858-ban

Isambard Kingdom Brunel, a viktoriánus Nagy-Britannia legkiválóbb mérnöke az 1840-es éveket jellemző vasútépítő láz lecsengése után fordult a hajózás felé.
Brunel a Great Eastern első vázlatait 1851-ben rajzolta jegyzetfüzetébe. Óriási hajót álmodott meg, amely kikötés és szénvételezés nélkül jut el Angliából Indiába, illetve Ausztráliába. Olyan gőzöst tervezett, amely kétszer hosszabb és ötször nehezebb volt bármely hajónál, amelyet addig vízre bocsátottak, vagyis a valaha létezett legnagyobb, ember által tervezett mozgó tárgyat akarta megalkotni.
A hajó megépítésére és üzemeltetésére létrehozták az Eastern Steam Navigation Companyt. A költségeket 377 ezer fontra becsülték. A kivitelezést a skót hajóépítő, John Scott Russel vállalta, akivel Brunel már dolgozott együtt az 1851-es londoni világkiállításon. A korábbi jó együttműködés ellenére egyre többet veszekedtek a munka során, ugyanis Brunel megszokta, hogy az általa tervezett járművek, létesítmények teljes kivitelezését irányítja.
A készülő gőzös az SS Leviathan nevet kapta, utalva a bibliai tengeri szörnyre, a Leviatánra. A felvázolt hajó méretei elképesztők voltak. A megálmodott gőzös hossza 210,92 méter, szélessége 36 méter, térfogata 18 914 bruttó regisztertonna, vízkiszorítása több mint 27 ezer tonna volt. A hajóba két 4200 lóerős gőzgépet terveztek. A hajót négyezer utas és hatezer tonna áru szállítására szánták.
A gőzösnek számos különlegessége volt: tervezői teljes egészében fém testet álmodtak meg, haladásáról pedig hat árbócnyi vitorlázatnak, valamint két óriási lapátkeréknek és egy hajócsavarnak kellett gondoskodnia. A lapátkerekek átmérőjét 17 méteresre, szélességét négyméteresre tervezték. A négyszárnyú öntöttvas hajócsavar 7,3 méter átmérőjű volt és 36 tonnát nyomott.

## Építése

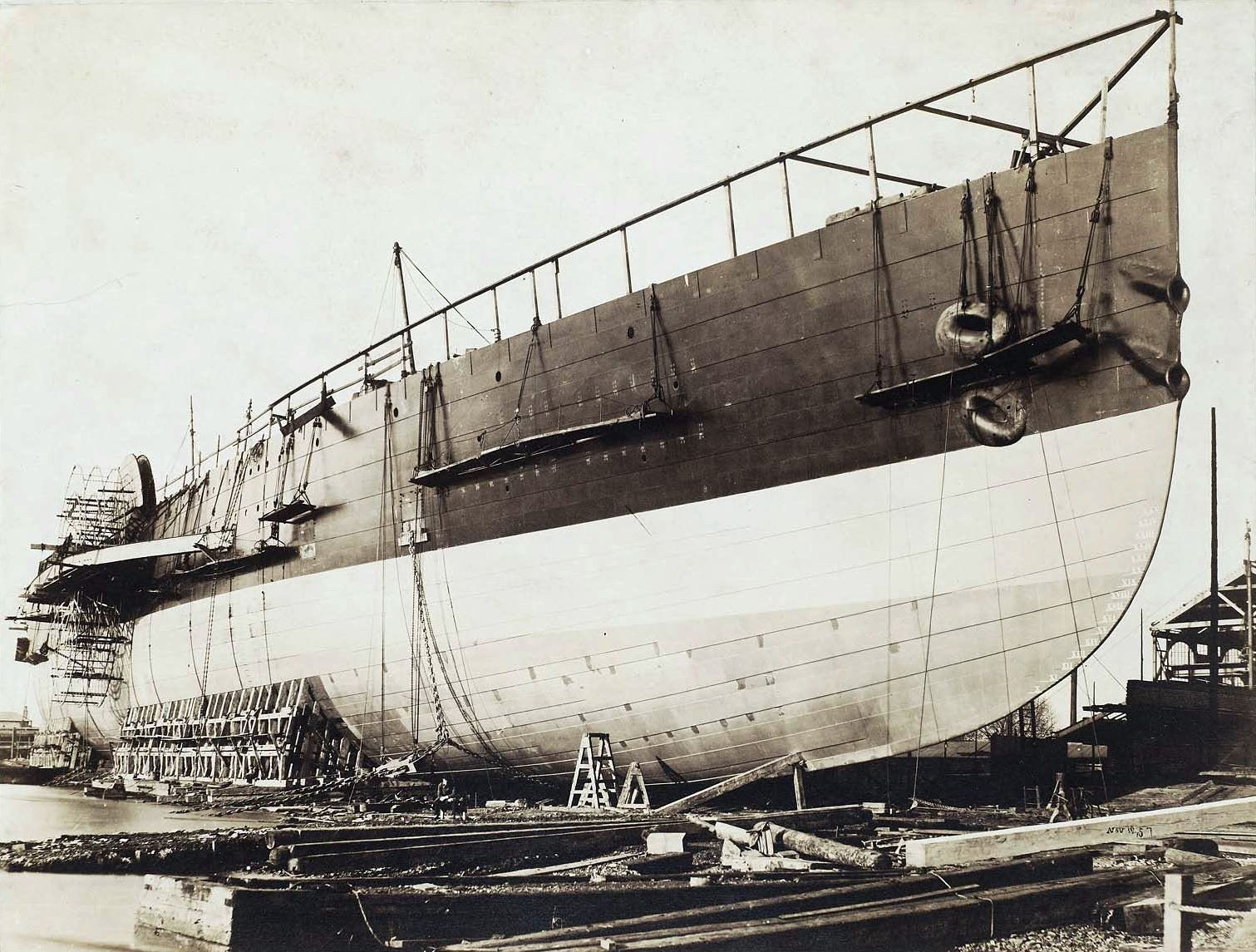
A hajó a szárazdokkban 1857-ben

Az építés 1854 tavaszán kezdődött Millwallban (ma Nagy-London része). A legforradalmibb elgondolás valószínűleg a dupla héjú szerkezet volt. Az erősen kimerevített két test között 85 centiméter távolságot hagytak az építők. A héjakra kerülő lemezeket kézi erővel hengerelték, méretre vágásukról gőzgép gondoskodott. Minden lemezt egyedi fasablon alapján készítettek el. Először a belső héjat és a keresztirányú választófalakat, majd a hosszanti merevítőket építették be a helyükre. Ezt követte az a sejtes tartószerkezet, amelyhez a külső hajófalat szegecselték.
A hajóba hárommillió szegecset vertek be kézi erővel. Az építkezésen kétszáz szegecselő csapat dolgozott, mindegyik három felnőttből és két fiúból állt. A felnőtt munkások közül kettő kalapáccsal verte a szegecset, egy pedig ellentartott a túlsó oldalon. A fiúk feladata a szegecsek hevítése, illetve azok behelyezése volt az előre fúrt lyukakba. A munkások heti hatszor tizenkét órát dolgoztak, egy csapat naponta 100–140 szegecset tudott beverni. Az egyik legnehezebb munka az ellentartóké volt, amikor a két hajótest közötti szűk résben, szinte teljes sötétségben dolgoztak egész nap, miközben a hajótestet 400 kalapács verte egyszerre. Az építkezés alatt több munkás életét vesztette.
Először 1857. november 3-án próbálták meg vízre ereszteni a hajót, de nem sikerült, ráadásul egy csörlőkezelő meghalt munka közben. Újabb két kísérlet után csak 1858. január 31-én sikerült a rámpáról a Temzébe juttatni a gőzöst. Ekkor kezdődtek a hajó sorsát végigkísérő anyagi problémák is. Az építtető cég a folyamatos csúszások és emelkedő költségek miatt csődbe ment, így a hajó építésének utolsó szakasza csak azután kezdődhetett meg, hogy a Great Ship Company megvette a Leviathant, majd Great Easternnek nevezte el. A hajó megépítése végül az eredetileg tervezett összeg csaknem kétszeresébe, 732 ezer fontba került.

## Balszerencsék sorozata
A hajó sorsát végigkísérték a különböző balesetek, szerencsétlenségek. A Great Eastern 1859. szeptember 8-án indult első útjára Holyhead felé. Négy nappal később felrobbant az egyik kazán, és több ember meghalt.
Isambard Kingdom Brunel a tragédia idején betegen feküdt Londonban, mivel kevéssel a hajó kifutása előtt szélütést kapott. A hajó szerencsétlenségéről szóló hírek annyira megviselték, hogy szeptember 15-én meghalt. A tragédiák ezután is folytatódtak: a Great Eastern első hosszabb útján a kapitány a tengerbe veszett.
Amikor első tengeri útján, 1860 nyarán New York felé hajózott, leállították a motorokat, hogy kipróbálják a vitorlák teljesítőképességét, azonban amikor felvonták azokat, a hajó egyszerűen megállt, tervezési hiba miatt ugyanis a vitorlafelület arányát félrekalkulálták a Great Eastern súlyához képest, így azok teljesen haszontalannak bizonyultak. Ugyanezen az úton derült ki az is, hogy a hajó nagy szalonjában elviselhetetlenné válik a forróság, ha a kazánokat teljesen felfűtik. A kémények ugyanis fafaragások mögé rejtve futottak végig a szalonon, és az ott végigáramló forró levegő télen kiváló fűtésnek bizonyult, ám a nyári hónapokban ez, és az időjárás okozta együttes meleg kibírhatatlan, 40-45 Celsius-fok körül hőmérsékletet produkált.
Miután kikötöttek New Yorkban, első este a legénység tagjai közül sokan lerészegedtek, köztük a navigációs tiszt olyan súlyosan, hogy alkoholmérgezésben meghalt. Két szintén részeg matróz a vízbe zuhant a fedélzetről, a testüket pedig hiába keresték, nem találták meg. Egy tucat tengerész, szintén erősen ittasan úgy összeverekedett egymással, hogy egyikük másnap a kórházban belehalt a sebeibe. Néhány nap múlva, amikor a hajó turistákkal a fedélzetén elindult, hogy kétnapos kirándulást tegyen a part mentén, a beindított lapátok felkavarták a kikötő iszapját, és a felszínre dobták a két vízbe zuhant férfi holttestét. Néhány utas a látványtól elszörnyedve ekkor azonnal elhagyta a hajót. Ugyanezen az úton, a kirándulás első éjszakáján a hajó eltévedt a sötétben, és reggelre mintegy 140 kilométer távolságra járt a partvidéktől. Ráadásul elszámolták a fedélzeten lévő élelmiszeradagokat, így nem volt ennivaló a fedélzeten, mivel előző este minden elfogyott. A kirándulás így félbeszakadt, az Eastern azonnal visszafordult a kikötőbe. Amikor kikötött, a hajótest olyan erővel ütődött a fából ácsolt mólónak, hogy darabokra törte egy öt méter hosszú szakaszát.
Miután hazatért az Egyesült Államokból, a tulajdonosok elhatározták, hogy az óriási járművet a Brit-szigetek körüli vizeken fogják alkalmazni. Itt 1860 végén összeütközött egy fregattal, amit kis híján elsüllyesztett, pár hét múlva pedig az oldalkerekek keltette hullámverés felborított egy kis halászhajót, aminek két tagja vízbe fúlt. Ekkorra a Great Easternt már sokfelé átok sújtotta kolosszusként emlegették.

## Pályafutása
A 13 csomós (24 km/órás) sebességre is képes hajó a kort meghaladó, gyakran forradalmi műszaki megoldások ellenére is elhibázott vállalkozásnak bizonyult. Az óriási gőzös fenntartása és karbantartása hatalmas pénzt emésztett fel, üzemeltetése gazdaságtalan volt. A hajónak eredetileg a Távol-Keletre és Ausztráliába kellett volna utasokat szállítania, elkészülte után azonban az üzemeltetőnek nem volt pénze arra, hogy ilyen hosszú útra küldje, ezért új célközönséget találtak számára, az Amerikába kivándorolni akarókat.
Első óceánátkelésére 1860. június 15-én indult Southamptonból. A fedélzeten a 418 fős személyzeten kívül mindössze 35 fizető és nyolc meghívott utas tartózkodott. A hajó az óceán átszelése után két hónapot töltött Amerika partjai előtt, hogy minél többen megismerjék, és elterjedjen a híre. A gőzöst megnyitották a nyilvánosság előtt, hogy a cég így keressen pénzt vele. A hajót 150 ezren keresték fel. Egy ilyen látogatás alkalmával két férfi egy festményt akart kilopni a hajóról. Amikor egy tiszt tetten érte és kérdőre vonta őket, vitájuk verekedéssé fajult.

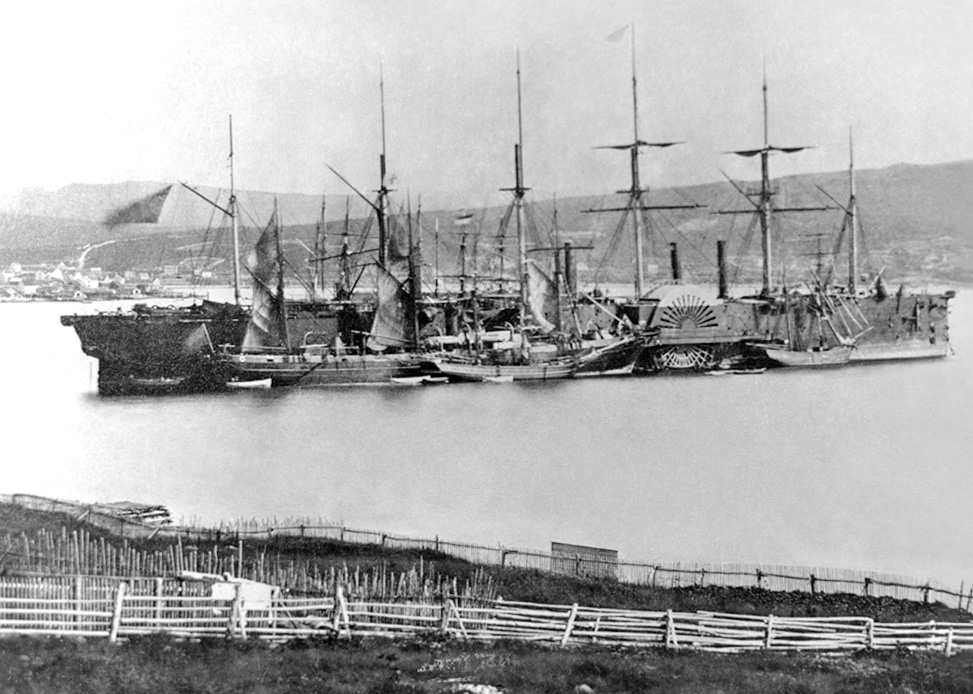
A Great Eastern 1866-ban

Az amerikai polgárháború 1861-es kirobbanása visszavetette a két földrész közötti utasforgalmat. 1861 júniusában és júliusában a gőzös csapatokat szállított Quebecbe a kanadai brit erők megerősítésére. Ezeken az utakon 2144 katonát, 437 nőt és gyereket, valamint 122 lovat szállított az óceán túlpartjára. A Great Eastern ekkor csúcsot döntött: nyolc és egynegyed nap alatt tette meg az utat. Szeptemberben újabb útra indult New Yorkba, de egy nagy viharban megsérült. A Great Easternt Corkban javították nyolc hónapon át; a munka költsége 60 ezer font volt.
1862-ben három utat tett, de az utolsón, a New York-i kikötő megközelítése közben, nekiütközött egy sziklának. A szikla 2,7 méter szélesen, 25 méter hosszan felszakította a hajótestet, de a kettős héjnak köszönhetően a gőzös úgy érte el a partot, hogy az utasok észre sem vették a balesetet. A javítások után 1863-ban tért vissza a Great Eastern a tengerre, majd két újabb út után ismét csődbe vitte tulajdonosát.
Ezután a Great Easternt egy árverésen eladták a Telegraph Construction Companynek, amely tengeralatti távírókábeleket fektetett. A hajó 1865-ben kifutott, hogy legénysége lefektesse az első működőképes kábelt Európa és Amerika között.
A tulajdonosok később megpróbáltak francia tőkét bevonni, és ismét személyszállító hajóvá alakítani a Great Easternt, de ez nem sikerült, így a gőzös tovább fektette a kábeleket. Negyvennyolcezer kilométernyi vezeték került a tengerekbe általa az elkövetkező években: hat újabb kábelt fektetett Európa és Amerika között, egyet pedig az Indiai-óceánon keresztül, illetve közreműködött két régebbi vezeték kijavításában.
1874-ben a walesi Milford Havennél kötötték ki, ahonnan 1886-ban hajózott Liverpoolba, ahol bemutató hajóvá alakították. Ebben az évben Londonba és Skóciába is elhajózott. 1887-ben visszatért Liverpoolba, ahol 1889–1890-ben szétszerelték, és ócskavasként beolvasztották.

## Érdekességek
- A sziklát, amely Long Island partjainál felszakította a hajótestet, később Great Eastern Rocknak (Great Eastern-sziklának) nevezték el[5]
- A hajó szétbontásakor állítólag két egykori szegecselő csontvázára bukkantak a két hajótest között[6] A Great Eastern azon részéből, ahol az emberi maradványokat megtalálták, állítólag állandó kopácsolást lehetett hallani, amit géphibának tudtak be, habár ilyen jellegű problémát ott soha nem találtak. Babonás tengerészek később úgy vélték, a két szegecselő szellemének voltak köszönhetőek a hajót sújtó balszerencsék, és ők okozták a furcsa zajokat is.
- Utazott a hajón Verne Gyula francia regényíró is, aki a hatalmas gépezeten szerzett élményei alapján írta meg Az úszó város című regényét[5]
- A legmagasabb árbócot a Liverpool Football Club vásárolta meg zászlórúdnak. Az árbóc ma is áll a csapat Anfield Road-i pályáján[5]

### Könyvek
- Szekeres Zsolt: A világ legördögibb tengerei, Android Lap- és Könyvkiadó, Budapest, 1997, ISBN 963-8377-16-X
- Felix R. Paturi – Manfred Brocks: A technika krónikája, Officina Nova, Budapest, 1991, ISBN 963-7836-446

### Honlapok
- Mural Mania
- IKBrunel
- BBC
- National Maritime Museum
- John's Maritime History Society